# Serhi Biloushchenko
Serhi Olexandrovych Biloushchenko –en ucraniano, Сергій Олександрович Білоущенко– (Chaplynka, URSS, 16 de septiembre de 1981) es un deportista ucraniano que compitió en remo.
Participó en dos Juegos Olímpicos de Verano, obteniendo una medalla de bronce en Atenas 2004, en la prueba de cuatro scull, y el octavo lugar en Pekín 2008, en la misma prueba.
Ganó una medalla de plata en el Campeonato Mundial de Remo de 2006 y dos medallas de bronce en el Campeonato Europeo de Remo, en los años 2008 y 2010.

## Palmarés internacional
| Juegos Olímpicos   | Juegos Olímpicos            | Juegos Olímpicos  | Juegos Olímpicos |
| Año                | Lugar                       | Medalla           | Prueba           |
| ------------------ | --------------------------- | ----------------- | ---------------- |
| 2004               | Atenas (Grecia)             | Medalla de bronce | Cuatro scull     |
| Campeonato Mundial |                             |                   |                  |
| Año                | Lugar                       | Medalla           | Prueba           |
| 2006               | Eton (Reino Unido)          | Medalla de plata  | Cuatro scull     |
| Campeonato Europeo |                             |                   |                  |
| Año                | Lugar                       | Medalla           | Prueba           |
| 2008               | Maratón (Grecia)            | Medalla de bronce | Cuatro scull     |
| 2010               | Montemor-o-Velho (Portugal) | Medalla de bronce | Cuatro scull     |